# Type 63
De Type 63 is een lichte amfibische tank van Chinese makelij.

## Inzet
Type 63 werd onder andere in gezet in de laatste fase van de Vietnamoorlog en de Chinees-Vietnamese Oorlog. Er zijn op het moment nog ongeveer 1200 voertuigen actief in het Chinese leger. 

## Uitvoer
Type 63 werd uitgevoerd naar 
- Albanië
- Vietnam
- Pakistan
- Myanmar
- Noord-Korea

Het bleek een betrouwbaar en degelijk ontwerp te zijn.

## Variant
Type 63A